# Balloon Fight
Balloon Fight (Japans: バルーンファイト) is een computerspel dat werd ontwikkeld en uitgegeven door Nintendo. Het spel kwam in 1984 uit als arcadespel en op 22 januari 1985 uitgebracht voor de NES. De speler speelt een Balloon Fighter met twee ballonnen op zijn rug. Het doel van het spel is met ballonnen rondvliegen en de ballen van je tegenstander doorprikken. Als een ballon lek is dan valt de tegenstander naar beneden met zijn parachute. Als deze op de grond land dan overleeft deze, land hij in het water dan zal deze verdrinken of zo nu en dan door een grote vis worden opgegeten. 
Het spel is later opnieuw uitgebracht op de Wii Virtual Console en werd op 1 september 2011 ook beschikbaar gesteld op 3DS voor Ambassadeurs.

## Platforms
| Jaar | Platform                |
| ---- | ----------------------- |
| 1984 | Arcade                  |
| 1985 | NES, PC-88              |
| 2004 | Game Boy Advance        |
| 2007 | Virtual console (Wii)   |
| 2011 | Virtual Console (3DS)   |
| 2013 | Virtual Console (Wii U) |
| 2018 | Nintendo Switch         |

## Ontvangst
| Beoordeeld door    | Platform                | Datum             | Score |
| ------------------ | ----------------------- | ----------------- | ----- |
| Game Freaks 365    | NES                     | 2005              | 91%   |
| HonestGamers       | NES                     | 10 juni 2005      | 90%   |
| NES Archives       | NES                     | 12 augustus 2008  | 75%   |
| HonestGamers       | NES                     | 11 september 2002 | 70%   |
| Tilt               | NES                     | december 1987     | 70%   |
| GameSpot           | Virtual Console (Wii)   | 8 augustus 2007   | 65%   |
| Video Game Den     | NES                     | 13 februari 2012  | 60%   |
| Nintendo Life      | Virtual Console (Wii)   | 9 juni 2007       | 50%   |
| Nintendo-Online.de | Virtual Console (Wii U) | 8 maart 2013      | 50%   |
| Nintendo Life      | Virtual Console (Wii U) | 28 januari 2013   | 50%   |